# Vailele
Vailele ist ein Dorf an der Nordküste der Insel Upolu in Samoa.
Vailele gehört zur Electoral Constituency (faipule district) Vaimauga East im Distrikt Tuamasaga.

## Geographie
Das Dorf liegt kaum eineinhalb Kilometer östlich der Hauptstadt Apia an der Main East Coast Road an der Küste am Eingang der Vailele Bay, wo der Letogo ins Meer mündet. Nach Osten schließt sich Lauli’i an der Grenze zum Distrikt Atua an. Südwestlich der Stadt liegt der Fagali'i Airport und ein Golfplatz. Dort verläuft an der Westgrenze des Ortes auch der Fagalii River.
Zum Ort gehören die Siedlungen Letogo, Suga und Maalauli und es gibt die Kirchen Kingdom Hall of Jehovah’s Witnesses, CCCS Vailele, CCCS Letogo und Letogo Church.
Nördlich der Hauptstraße liegt das Mapuifagalele Home for the Aged beim Fanua Faasao Aoolemaloo Reserve, in der Nähe des Suga Point. Die Straßenzüge südlich der Hauptstraße sind planmäßig angelegt.
Östlich des Ortes erhebt sich der Mount Vailele (85 m, ⊙).

## Geschichte
Im 19. Jahrhundert gehörte die große Vailele Plantation der deutschen Deutsche Handels- und Plantagen Gesellschaft (DHPG), welche Arbeiter aus den Melanesischen Inseln heranschaffte. Die DHPG war ein großer Plantageneigner in Samoa. Die Firma lief zunächst unter dem Namen Godeffroys, wechselte aber den Namen und verstärkte sogar ihre Geschäfte in Samoa, als das Familienunternehmen in Hamburg bankrottging. Ein großer Teil des Landes, welches während der Kolonialzeit der Dorfgemeinschaft weggenommen worden war, wird heute in dem staatlichen Western Samoa Trust Estate Corporation (WSTEC) verwaltet. Finanzielle Engpässe beim WSTEC in den 1970er und 1980er Jahren führten zu Landverkäufen in Vailele. Die Regierung übereignete einen Teil des Landes jedoch auch zurück an die Dorfgemeinschaft in Vailele und im benachbarten Lauli’i und Letogo.

## Archäologie

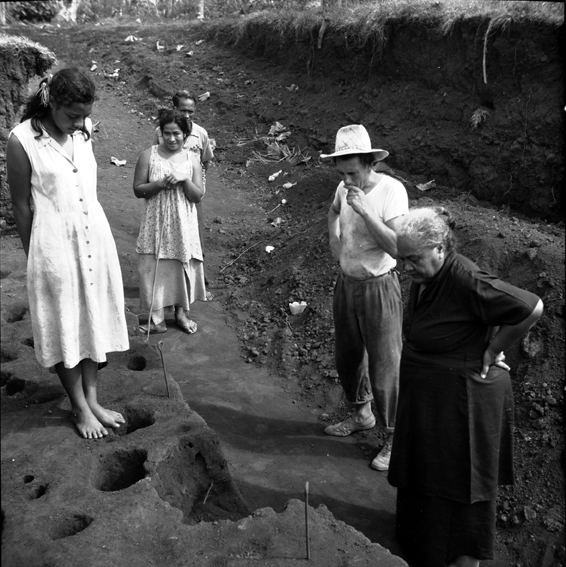
Ausgrabungen bei Vailele 1957 mit Jack Golson und der Familie von I’iga Pisa.

Archäologische Feldarbeit in Samoa führte zur Entdeckung von Erdhügelgräbern bei Vailele, unter anderem eines großen Mound Laupule, welcher mit der mythologischen Figur Tupuivao in Verbindung gebracht wird, sowie eines Mound Tapuitea (Abendstern).
Grabungen in den 1940er Jahren wurden von dem neuseeländischen Anthropologen Derek Freeman (J.D. Freeman) durchgeführt, der vom April 1940 bis November 1943 als Lehrer in Samoa arbeitete. Freeman untersuchte ebenfalls die Falemauga Caves im Inneren von Upolu. Keramikscherben (Plainware pottery sherds) wurden 1957 von dem Archäologen Jack Golson gefunden.

## Persönlichkeiten
- Mikaele Pesamino, Rugby-Spieler im Samoa Sevens-Team.[7]
- Simaika Mikaele, Rugby-Spieler im Samoa Sevens-Team